# Laila in Haifa
Laila in Haifa è un film del 2020 diretto, co-prodotto e co-sceneggiato da Amos Gitai.
È stato presentato in concorso alla 77ª Mostra internazionale d'arte cinematografica di Venezia.

## Distribuzione
Il film è stato presentato in anteprima il 7 settembre 2020 in concorso alla 77ª Mostra internazionale d'arte cinematografica di Venezia.

## Riconoscimenti
- 2020 - Mostra internazionale d'arte cinematografica[1][2]
  - In competizione per il Leone d'oro al miglior film
  - In competizione per il Queer Lion